# Comuna Remetea, Bihor
Remetea (în maghiară: Magyarremete) este o comună în județul Bihor, Crișana, România, formată din satele Drăgoteni, Meziad, Petreasa, Remetea (reședința) și Șoimuș.

## Demografie
Componența etnică a comunei Remetea
     Români (77,13%)
     Maghiari (13,44%)
     Romi (4,68%)
     Alte etnii (0,04%)
     Necunoscută (4,71%)
Componența confesională a comunei Remetea
     Ortodocși (67,33%)
     Penticostali (11,6%)
     Reformați (10,39%)
     Baptiști (4,64%)
     Alte religii (0,85%)
     Necunoscută (5,19%)
Conform recensământului efectuat în 2021, populația comunei Remetea se ridică la 2.715 locuitori, în scădere față de recensământul anterior din 2011, când fuseseră înregistrați 2.906 locuitori. Majoritatea locuitorilor sunt români (77,13%), cu minorități de maghiari (13,44%) și romi (4,68%), iar pentru 4,71% nu se cunoaște apartenența etnică. Din punct de vedere confesional, majoritatea locuitorilor sunt ortodocși (67,33%), cu minorități de penticostali (11,6%), reformați (10,39%) și baptiști (4,64%), iar pentru 5,19% nu se cunoaște apartenența confesională.

## Politică și administrație
Comuna Remetea este administrată de un primar și un consiliu local compus din 11 consilieri. Primarul, Adrian-Călin Ștefanică[*], de la Partidul Social Democrat, este în funcție din 1 noiembrie 2024. Începând cu alegerile locale din 2024, consiliul local are următoarea componență pe partide politice:
|  | Partid                                 | Consilieri | Componența Consiliului | Componența Consiliului | Componența Consiliului | Componența Consiliului | Componența Consiliului | Componența Consiliului | Componența Consiliului |
|  | -------------------------------------- | ---------- | ---------------------- | ---------------------- | ---------------------- | ---------------------- | ---------------------- | ---------------------- | ---------------------- |
|  | Partidul Social Democrat               | 7          |                        |                        |                        |                        |                        |                        |                        |
|  | Partidul Național Liberal              | 3          |                        |                        |                        |                        |                        |                        |                        |
|  | Uniunea Democrată Maghiară din România | 1          |                        |                        |                        |                        |                        |                        |                        |

## Personalități
- Teodor Cornea (1877 - 1933), deputat în Marea Adunare Națională de la Alba Iulia din 1918;
- Nicolae Bolcaș (1882 - 1919), deputat în Marea Adunare Națională de la Alba Iulia;
- Károly Fila (n. 1996), fotbalist.

## Obiesctive de interes turistic
- Biserica de lemn din Șoimuș-Petreasa
- Defileul Crișului Repede - Pădurea Craiului (sit de importanță comunitară inclus în rețeaua europeană Natura 2000 în România)